# Џон Литгоу
Џон Артур Литгоу (енгл. John Arthur Lithgow; Рочестер, Њујорк; рођен, 19. октобра 1945), амерички је глумац и књижевник.
Најпознатији је по улогама Дика Соломона у ситкому Трећи камен од Сунца, Винстона Черчила у историјској драмској серији Круна и Артура Мичела у Декстеру. Глумио је у филмовима попут Рикошет, Авантуре Бакару Банзаија кроз осму димензију, Зона сумрака: Филм, Хари и Хендерсонови, Футлуз, Досије пеликан, Алпиниста, Шрек и наставцима, Планета мајмуна: Почетак и Међузвездани.

## Књижевна дела
- The Remarkable Farkle McBride (2000, Simon & Schuster)
- Marsupial Sue (2001, Simon & Schuster)
- Micawber (2002, Simon & Schuster)
- I'm a Manatee (2003, Simon & Schuster)
- A Lithgow Palooza (2004, Simon & Schuster)
- Carnival of the Animals (2004, Simon & Schuster)
- Lithgow Party Paloozas!: 52 Unexpected Ways to Make a Birthday, Holiday, or Any Day a Celebration for Kids (2005, Simon & Schuster)
- Lithgow Paloozas!: Boredom Blasters (2005, Running Press)
- Marsupial Sue Presents "The Runaway Pancake" (2005, Simon & Schuster)
- Mahalia Mouse Goes to College (2007, Simon & Schuster)
- I Got Two Dogs (2008, Simon & Schuster)
- Dumpty: The Age of Trump in Verse (2019, Chronicle Prism)
- Trumpty Dumpty Wanted a Crown: Verses for a Despotic Age (2020, Chronicle Books)